# Złoty Stok
Złoty Stok (deutsch: Reichenstein in Schlesien, tschechisch Rychleby) ist eine Stadt im Powiat Ząbkowicki der Woiwodschaft Niederschlesien in Polen. Sie ist zugleich Sitz der Stadt- und Landgemeinde Złoty Stok.

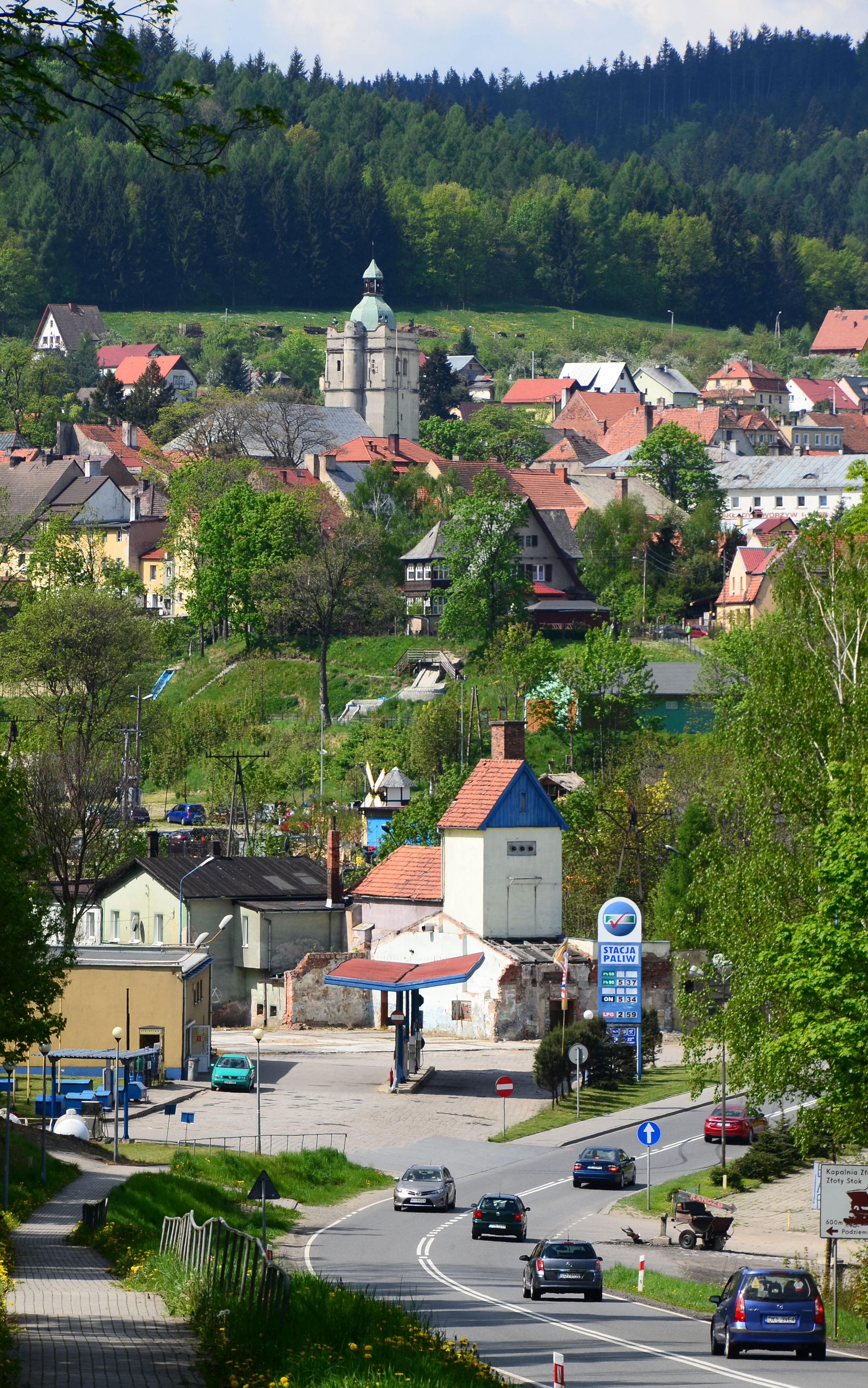
Gesamtansicht

## Geographische Lage
Die Stadt liegt am Nordrand des Reichensteiner Gebirges, unmittelbar an der Grenze zu Tschechien, 19 Kilometer südlich der Kreisstadt Ząbkowice Śląskie (Frankenstein). Nachbarorte sind Płonica (Planitz) und Kamieniec Ząbkowicki im Norden, Śrem, Topola (Reichenau) und Błotnica (Plottnitz) im Nordosten, Kamienica (Kamitz/Grenztal) im Osten, Chwalisław (Follmersdorf) und Orłowiec im Süden, Podzamek im Südwesten und Laskówka (Gierichswalde) im Nordwesten. Jenseits der Grenze liegen im Osten Bílá Voda und im Südosten Javorník.

## Geschichte

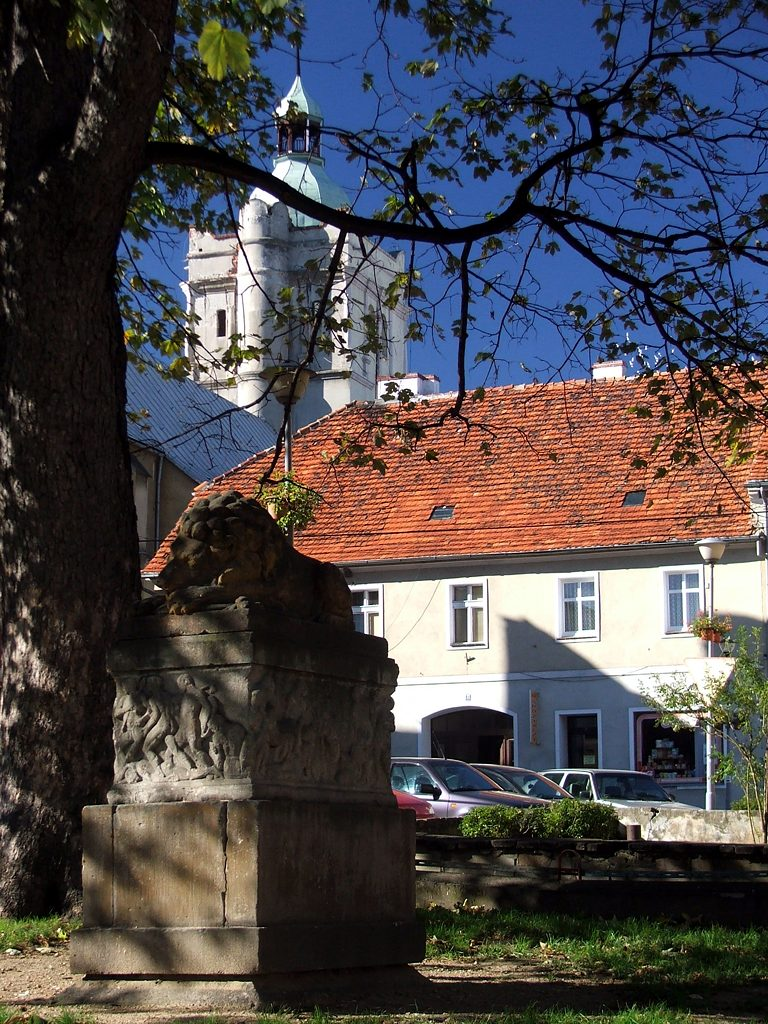
Neugotische Pfarrkirche

Reichenstein entstand an der Südostgrenze des späteren Herzogtums Münsterberg und grenzte an das Neisser Bistumsland sowie an das Glatzer Land. Sie besaß keine Stadtmauer und wurde wegen des bergigen Geländes unregelmäßig angelegt. Den Mittelpunkt bildete der rechteckige Marktplatz. Wegen der reichen Gold- und Erzvorkommen bemühten sich Adel, Kirche und Landesherr um das Gebiet. In der zweiten Hälfte des 13. Jahrhunderts war es im Besitz des Klosters Kamenz. Von einer planmäßigen Gründung der Stadt ist nichts bekannt. Erstmals erwähnt wurde sie in einer Kamenzer Klosterurkunde vom 8. Juli 1291, in der ein Heidenricus de „Richinstein“ als Zeuge auftritt. Bereits 1273 hatte Herzog Heinrich IV. von Breslau dem Kloster Kamenz für seine Besitzungen die Bergbaufreiheit sowie das böhmische Iglauer Bergrecht verliehen. Es kann vermutet werden, dass es sich dabei um die Bergwerke des Reichensteiner Gebiets handelte. Mit der Verleihung des Bergrechts war die Ermächtigung verbunden, sich mit Rechtsfragen an das Bergamt in Iglau zu wenden.
1293 gehörte Reichenstein dem Adligen Moyko/Moycho von Baitzen. Er musste es zwei Jahre später an Herzog Bolko I. abtreten. Für das Jahr 1331 ist eine Pfarrkirche belegt, da in einer Urkunde des Breslauer Bischofs Nanker vom 30. August 1331 ein Pfarrer von Reichenbach genannt wird. 1338 übertrug der böhmische König Johann von Luxemburg Reichenstein als Lehen an Peter I. von Rosenberg. In einer Urkunde des Münsterberger Herzogs Nikolaus vom 20. März 1344 wird Reichenstein als ein „Städtchen“ („oppidum aurifodiorum“) bezeichnet. 1358 gelangte es mit Hilfe des böhmischen Königs Karl IV. an den Schweidnitzer Herzog Bolko II. Nach Bolkos Tod 1368 fiel Reichenstein als erledigtes Lehen durch Heimfall an die Krone Böhmen, von der es in der Folgezeit mehrmals an andere Grundherren vergeben wurde.

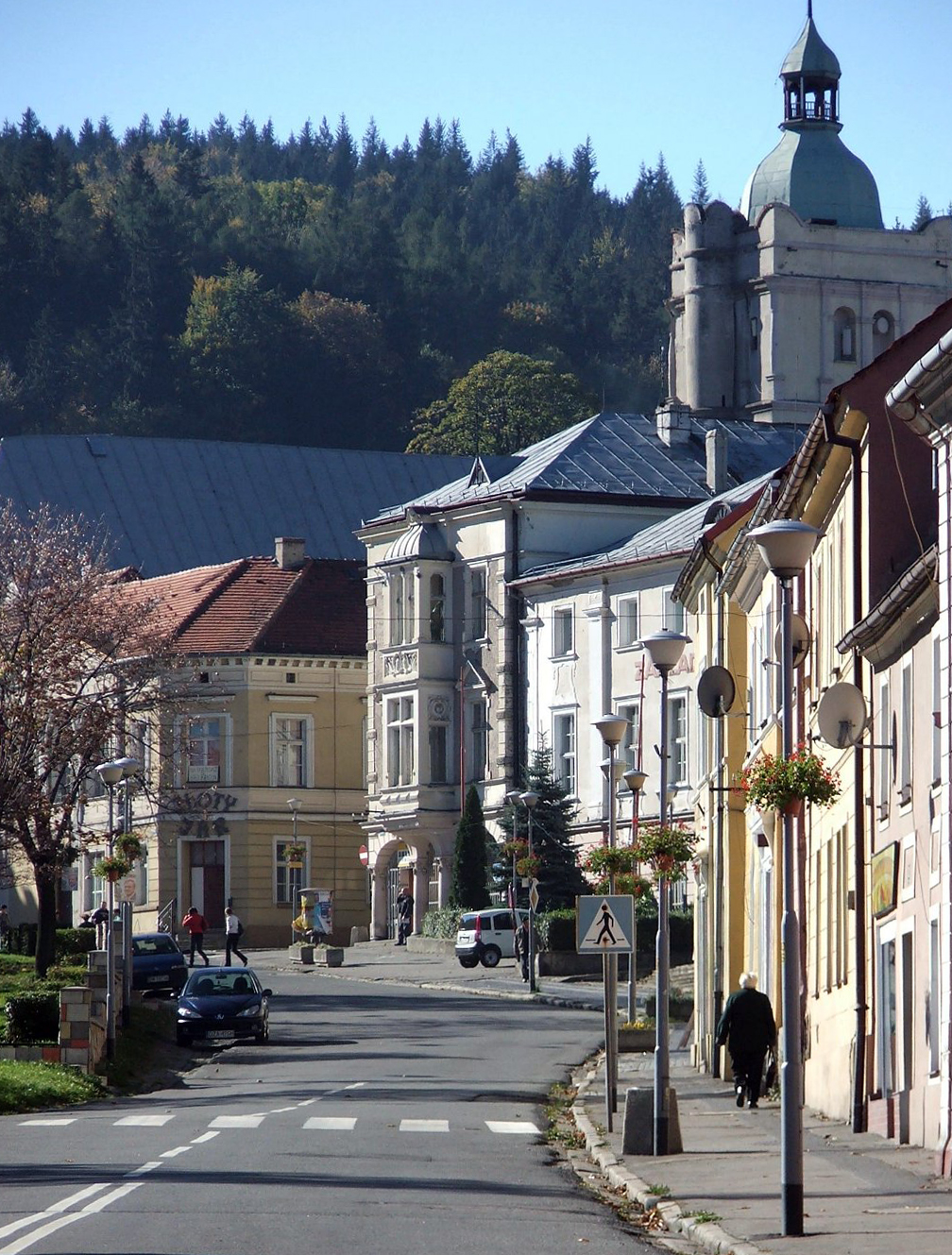
Marktplatz

Von 1465 bis 1502 gehörte die Grundherrschaft wiederum dem Kloster Kamenz. 1484 durften die Bergleute einen Bergmeister und vier Geschworene wählen, die vom Herzog bestätigt werden mussten. 1491 gewährte Herzog Heinrich d. Ä. das volle Stadtrecht und erhob Reichenstein gleichzeitig zur Bergstadt, der er ein Stadtwappen verlieh. 1502 erfolgte die Verlegung der Frankensteiner Münze nach Reichenstein, für die 1520 ein Münzhaus erbaut wurde. 1581 erwarb der böhmische Oberstkämmerer Wilhelm von Rosenberg die Grundherrschaft und erwirkte vom böhmischen Landesherrn das Recht der Münzprägung. Nach Wilhelms Tod 1592 gingen dessen Besitzungen an seinen Bruder Peter Wok von Rosenberg über. Er verkaufte Reichenstein zusammen mit Silberberg 1599 an Herzog Joachim Friedrich von Liegnitz-Brieg, wodurch Reichenstein aus dem Herzogtum Münsterberg gelöst und mit dem Herzogtum Liegnitz-Brieg verbunden wurde. Nach dem Tod des letzten Liegnitzer Piasten Georg Wilhelm 1675 fiel Reichenstein wiederum als erledigtes Lehen an Böhmen.
Nach dem Ersten Schlesischen Krieg fiel Reichenstein wie fast ganz Schlesien 1742 an Preußen. 1769 wurde der darniederliegende Bergbau wieder aufgenommen und in Reichenstein das Oberbergamt für Schlesien errichtet. Wegen des Bayerischen Erbfolgekriegs musste es 1778 nach Reichenbach verlegt werden. Das stattdessen errichtete Bergamt war bis 1854 in Betrieb. Nach der Neugliederung Preußens gehörte Reichenstein seit 1815 zur Provinz Schlesien und war ab 1818 dem Kreis Frankenstein eingegliedert, mit dem es bis 1945 verbunden blieb.

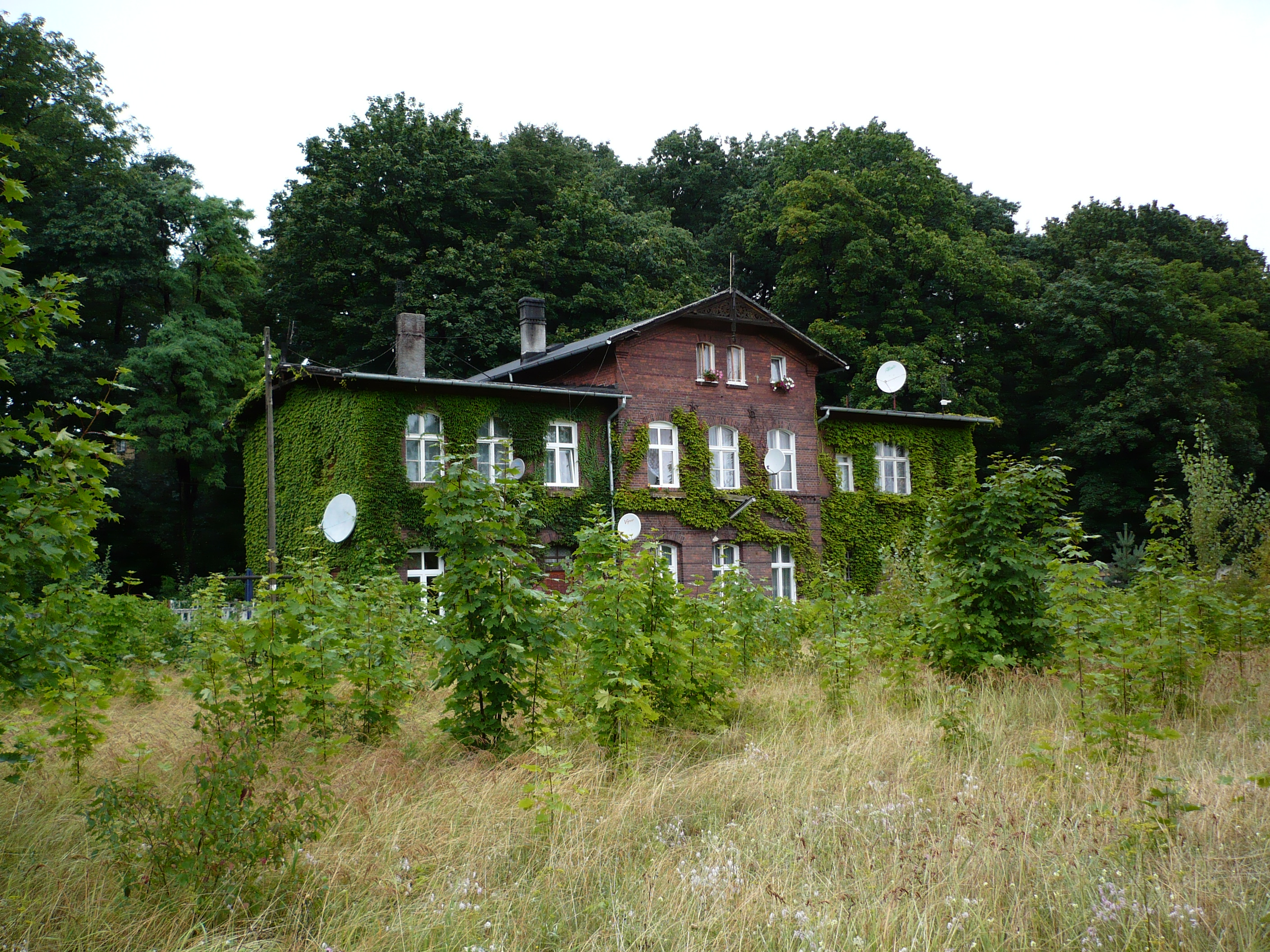
Ehemaliges Bahnhofsgebäude

Im 19. Jahrhundert entwickelten sich mehrere Industriezweige, u. a. Kalkwerke sowie eine Streichholz- und eine Sprengstofffabrik. Im Jahr 1900 erhielt Reichenstein Bahnanschluss an der Kleinbahn Kamenz–Reichenstein. Ab 1920 war es Sitz der Schlesischen Forstschule. 1939 bestand Reichenstein aus 2609 Einwohnern.
Als Folge des Zweiten Weltkriegs wurde Reichenstein 1945 wie fast ganz Schlesien von der sowjetischen Besatzungsmacht unter polnische Verwaltung gestellt und erhielt den polnischen Ortsnamen Złoty Stok. Nachfolgend wurde die deutsche Bevölkerung von der örtlichen polnischen Verwaltungsbehörde aus Reichenstein vertrieben. Die neu angesiedelten Bewohner stammten zum Teil aus Ostpolen, das an die Sowjetunion gefallen war. Für die vertriebenen Deutschen besteht seit 1958 eine entsprechende Patenschaft der Stadt Rheda-Wiedenbrück.
1961 wurde der Arsenikbergbau und 1989 der Eisenbahnverkehr eingestellt. 1997 richtete ein Hochwasser große Schäden an. 1975 bis 1998 gehörte Złoty Stok zur Woiwodschaft Wałbrzych. Nach der politischen Wende von 1989 erlangte der Tourismus eine wirtschaftliche Bedeutung.

### Bergbau

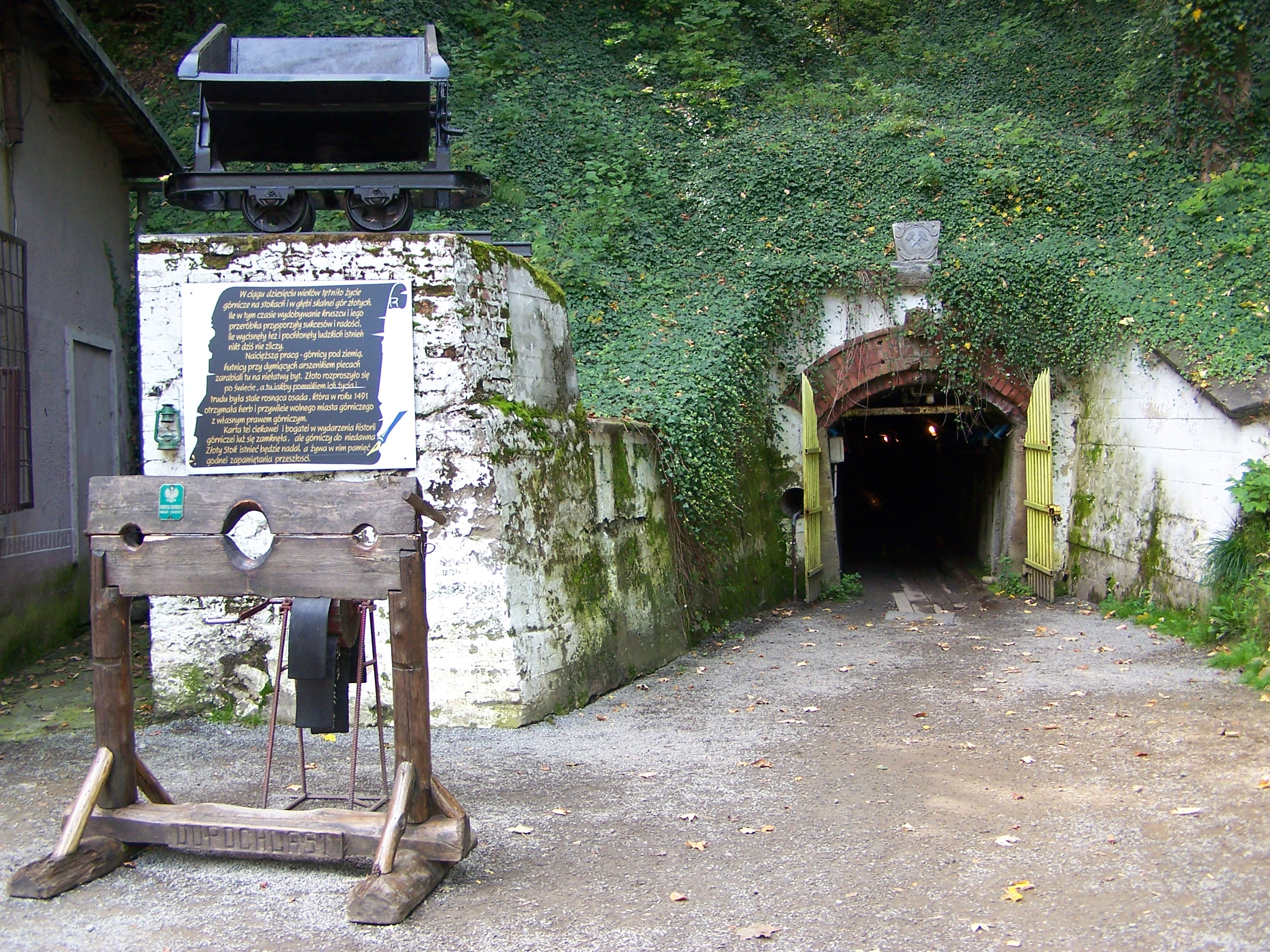
Museum des Goldbergbaus

Auf dem Gebiet der Stadt Reichenstein befanden sich zahlreiche Goldvorkommen, nach denen vermutlich schon 1236 gegraben wurde. Nach der Krise des Bergbaus im ausgehenden 14. Jahrhundert, die auch in Reichenstein zu einem weitgehenden Niedergang führte, wurde der Reichensteiner Bergbau in den 1480er Jahren mit der Gewährung entsprechender Privilegien neu belebt. Im 16. Jahrhundert erlebte der Reichensteiner Bergbau seine Blütezeit. Bereits um 1500 waren rund zwanzig Hütten in Betrieb und die Förderung erfolgte in mehr als hundert Zechen, Stollen und Schächten. Sie gehörten den reichsten Adeligen Europas, u. a. den Augsburger Fuggern und Welsern und den oberungarischen Magnaten Thurzó. Diese bildeten zusammen mit dem böhmischen Landesherrn, den Hüttenmeistern und der Knappschaft eine Berggemeinde, die den wirtschaftlichen Erfolg sichern konnte. Die Technik wurde mit Sachverständigen aus Nürnberg und Thüringen weiterentwickelt, so dass der Schmelzertrag teilweise verdoppelt werden konnte. Der bekannteste Schacht war der sogenannte „Goldene Esel“. Im Bergrevier waren mehrere Hundert Menschen beschäftigt, zu denen noch unzählige Holzfäller, Köhler, Fuhrleute und andere Hilfskräfte hinzukamen.
Durch mehrere Bergwerksunglücke und illegale Grabungen sowie die Erschöpfung der Vorkommen musste der Abbau im 17. Jahrhundert weitgehend eingestellt werden. Gegen Ende dieses Jahrhunderts begann die Ausbeutung der Arsenik-Vorkommen. Sie erfolgte seit 1895 nach dem sogenannten Chlorationsverfahren von Hermann Güttler. Die Arsenikgewinnung wurde auch nach dem Zweiten Weltkrieg fortgesetzt, jedoch 1961 eingestellt.
Die sogenannte „Reichensteiner Krankheit“ entstand als Folge der Trinkwasserverunreinigung mit Arsen in dieser Gegend.

## Sehenswürdigkeiten

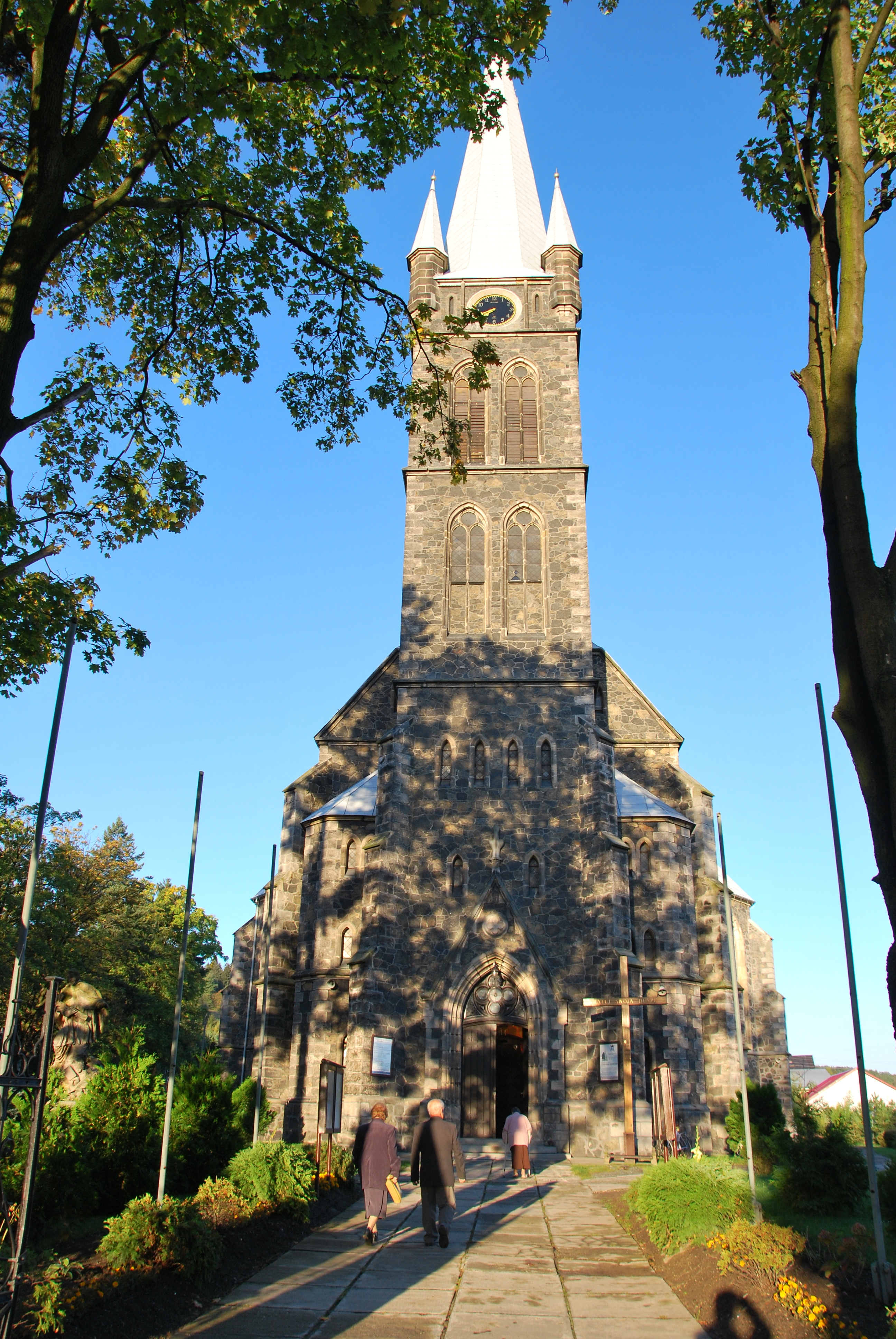
Kirche der Unbefleckten Empfängnis Mariä

- Die neugotische Pfarrkirche der „Unbefleckten Empfängnis Mariä“ entstand 1877 bis 1883
- Die Friedhofskirche der „Hl. Dreifaltigkeit“ von 1583 wurde 1691, 1796 und 1830 umgebaut. Am Portal befindet sich die Jahreszahl 1691.
- Die ehemalige „Erlöserkirche“ wurde erstmals 1331 als Pfarrkirche erwähnt, im 16. Jahrhundert erweitert und nach einem Brand im 17. Jahrhundert wiederaufgebaut. Nach dem Zweiten Weltkrieg wurde sie als Sporthalle genutzt und später abgerissen. Die restliche Innenausstattung befindet sich in Museen in Breslau, Glatz und in der Festung Silberberg.
- Das Rathaus befindet sich am Ring; es wurde 1801 errichtet
- Das Haus der Familie Fugger mit barocker Fassade stammt aus dem 16. Jahrhundert
- Die herzogliche Münze wurde 1507 errichtet und im 17. und 18. Jahrhundert umgebaut
- Bürgerhäuser am Platz Kościuszki aus dem 18. und 19. Jahrhundert
- Museum des Goldbergbaus sowie der Goldverhüttung (Muzeum Górnictwa i Hutnictwa Złota) im südlichen Teil der Stadt
- St. Christoph (Złoty Stok)

## Bevölkerungsentwicklung
| Jahr | Einwohner |
| ---- | --------- |
| 1875 | 2143      |
| 1880 | 2173      |
| 1890 | 2203 1    |
| 1933 | 2546      |
| 1939 | 2616      |

## Gemeinde
Zur Stadt-und-Land-Gemeinde Złoty Stok gehören die Ortschaften
- Błotnica (Plottnitz)
- Chwalisław (Follmersdorf)
- Laski (Heinrichswalde)
- Mąkolno (Maifritzdorf)
- Płonica (Dörndorf)
- Stadt Złoty Stok (Reichenstein)

## Persönlichkeiten
- Tobias Volckmar (1678–1756),[8] Organist und Komponist
- Alexander von Stahr (1813–1882), preußischer Generalmajor
- Alois Stenzel (1917–2013), katholischer Theologe
- Barbara Harrisson (geb. Güttler; 1922–2015), deutsch-britische Kunsthistorikerin
- Barbara Neuhaus (1924–2007), Schriftstellerin und Hörspielautorin
- Manfred Schubert (1930–1987), Politiker, Professor für Verfahrenstechnik in Dresden und der Präsident der Kammer der Technik
- Dietrich Gregori (* 1939), Politiker (CDU), sächsischer Landtagsabgeordneter
- Werner Dietrich von der Ohe (1945–2003), Soziologe, Entwicklungshelfer und Hochschullehrer